# نونو سانتوس (لاعب كرة قدم مواليد 1978)
نونو سانتوس (بالبرتغالية: Nuno Filipe Oliveira Santos) هو لاعب كرة قدم برتغالي في مركز حراسة المرمى، ولد في 9 يوليو 1978 في قلمرية في البرتغال. شارك مع منتخب البرتغال تحت 20 سنة لكرة القدم ومنتخب البرتغال تحت 21 سنة لكرة القدم. أما مع النوادي، فقد لعب مع إستريلا دا أمادورا وسبورتينغ لشبونة ب وسبورتينغ لشبونة وفيتوريا دي غيماريش وفيتوريا سيتوبال ونادي جل فيسنتي ونادي ريبيراو.

## وصلات خارجية
- نونو سانتوس (لاعب كرة قدم مواليد 1978) على موقع قاعدة بيانات كرة القدم.إي يو (الإنجليزية)
- نونو سانتوس (لاعب كرة قدم مواليد 1978) على موقع Soccerway.com (الإنجليزية)